# فيتنجي
فيتنجي هي منطقة حضرية تقع في بلدية كيرونا، محافظة نوربوتن، السويد. كان يسكن فيها 784 شخص وفقاً لإحصاء 2010.
هذة المنطقة معروفة بسبب وجود مجموعة من الناس القانطين فيها يعانون من اللاشعور بالألم الخلقي وهي حالة طبية نادرة.

## المناخ
يظهر الجدول التالي التغييرات المناخية على مدار السنة لفيتنجي.
| البيانات المناخية لـفيتنجي        | البيانات المناخية لـفيتنجي | البيانات المناخية لـفيتنجي | البيانات المناخية لـفيتنجي | البيانات المناخية لـفيتنجي | البيانات المناخية لـفيتنجي | البيانات المناخية لـفيتنجي | البيانات المناخية لـفيتنجي | البيانات المناخية لـفيتنجي | البيانات المناخية لـفيتنجي | البيانات المناخية لـفيتنجي | البيانات المناخية لـفيتنجي | البيانات المناخية لـفيتنجي | البيانات المناخية لـفيتنجي |
| الشهر                             | يناير                      | فبراير                     | مارس                       | أبريل                      | مايو                       | يونيو                      | يوليو                      | أغسطس                      | سبتمبر                     | أكتوبر                     | نوفمبر                     | ديسمبر                     | المعدل السنوي              |
| --------------------------------- | -------------------------- | -------------------------- | -------------------------- | -------------------------- | -------------------------- | -------------------------- | -------------------------- | -------------------------- | -------------------------- | -------------------------- | -------------------------- | -------------------------- | -------------------------- |
| الدرجة القصوى °م (°ف)             | 7.8 (46.0)                 | 8.4 (47.1)                 | 12.2 (54.0)                | 17.6 (63.7)                | 27.7 (81.9)                | 30.8 (87.4)                | 31.0 (87.8)                | 29.0 (84.2)                | 23.6 (74.5)                | 15.7 (60.3)                | 10.2 (50.4)                | 7.2 (45.0)                 | 31.0 (87.8)                |
| متوسط درجة الحرارة الكبرى °م (°ف) | −11.4 (11.5)               | −9.4 (15.1)                | −2.9 (26.8)                | 2.8 (37.0)                 | 9.9 (49.8)                 | 16.6 (61.9)                | 18.9 (66.0)                | 16.0 (60.8)                | 10.1 (50.2)                | 2.5 (36.5)                 | −5.2 (22.6)                | −9.5 (14.9)                | 3.2 (37.8)                 |
| المتوسط اليومي °م (°ف)            | −17.3 (0.9)                | −15.2 (4.6)                | −9.4 (15.1)                | −2.3 (27.9)                | 5.0 (41.0)                 | 11.3 (52.3)                | 13.4 (56.1)                | 10.9 (51.6)                | 5.3 (41.5)                 | −1.2 (29.8)                | −9.6 (14.7)                | −15.1 (4.8)                | −2.0 (28.4)                |
| متوسط درجة الحرارة الصغرى °م (°ف) | −23.7 (−10.7)              | −22.1 (−7.8)               | −17.0 (1.4)                | −8.5 (16.7)                | −0.9 (30.4)                | 5.3 (41.5)                 | 7.3 (45.1)                 | 5.3 (41.5)                 | 0.5 (32.9)                 | −5.4 (22.3)                | −14.7 (5.5)                | −21.3 (−6.3)               | −7.9 (17.7)                |
| أدنى درجة حرارة °م (°ف)           | −47.0 (−52.6)              | −48.7 (−55.7)              | −42.4 (−44.3)              | −33.0 (−27.4)              | −16.3 (2.7)                | −5.2 (22.6)                | −3.1 (26.4)                | −5.6 (21.9)                | −14.9 (5.2)                | −29.2 (−20.6)              | −37.1 (−34.8)              | −42.6 (−44.7)              | −48.7 (−55.7)              |
| المصدر:                           |                            |                            |                            |                            |                            |                            |                            |                            |                            |                            |                            |                            |                            |